# Sampeyre
Sampeyre är en ort och kommun i provinsen Cuneo i regionen Piemonte i Italien. Kommunen hade 993 invånare (2018).